# Сакай-Мінато
35°32′23″ пн. ш. 133°13′54″ сх. д. / 35.53972° пн. ш. 133.23167° сх. д.
Сакай-Мінато (яп. 境港市) — місто в Японії, в префектурі Тотторі.

## Географічне положення

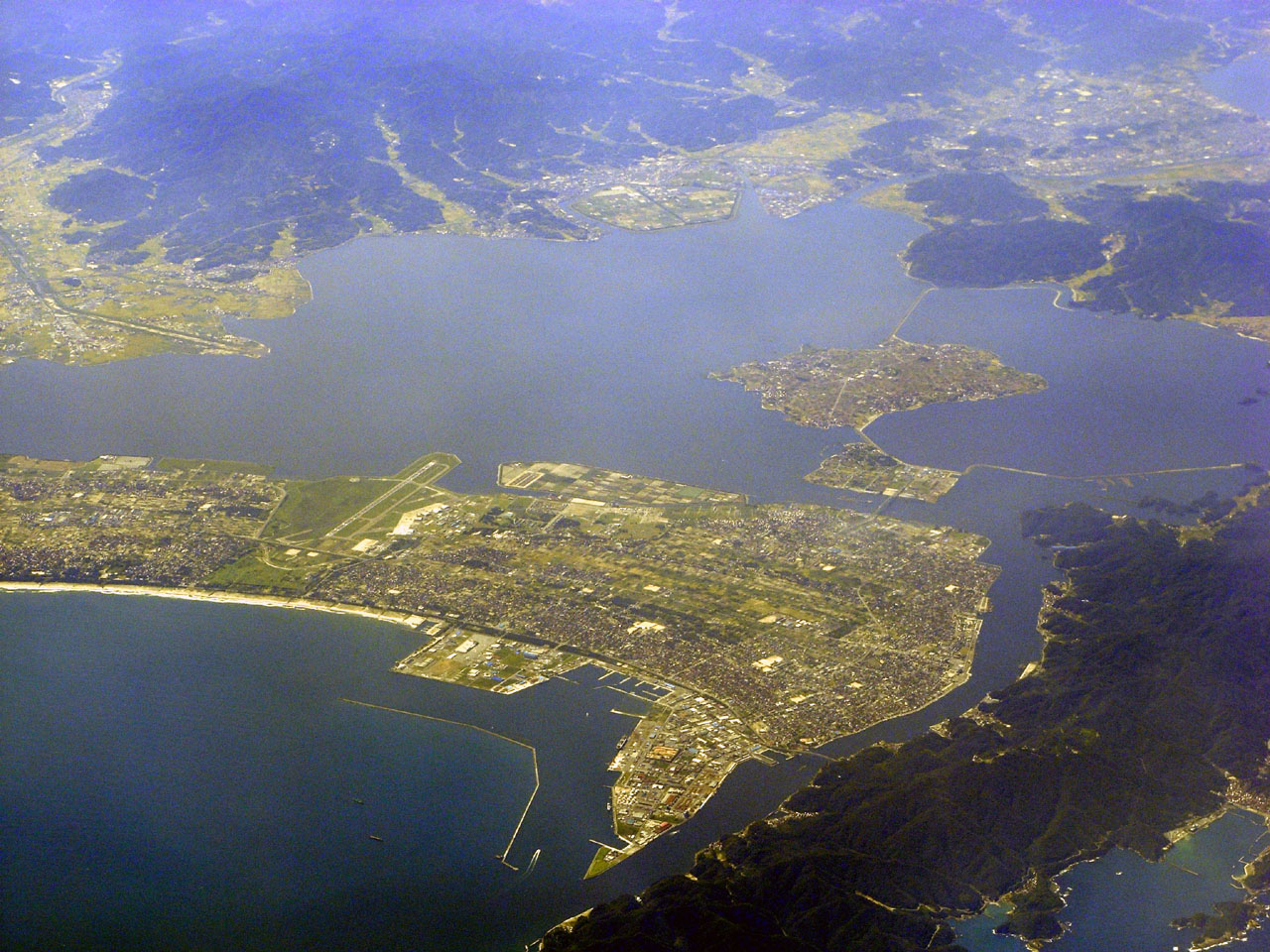
Вигляд на Сакай-Мінато та озеро Накаумі

Місто розташоване на острові Хонсю в префектурі Тотторі. Місто стоїть на вузькому півострові Юмігахама, який відділяє Японське море від озера Накаумі.

## Міста-побратими
- Хуньчунь, Китай